# Juan José Pérez Hernández
Pour les articles homonymes, voir Pérez, Juan Pérez et Hernández.
Juan José Pérez Hernández (vers 1725 - 3 novembre 1775), ou plus simplement Juan Pérez, était un explorateur espagnol du XVIIIe siècle. Il fut le premier Européen à voir, examiner, baptiser et décrire les îles près de l'actuelle Colombie-Britannique (Canada). Né à Majorque, il occupa le poste de pilote sur des navires en route vers les Philippines à partir du continent américain. En 1768, il fut affecté à San Blas et promu au rang d'enseigne (alférez).
On le recommanda pour une mission d'exploration en Haute-Californie. Il partit en 1769 de Cabo San Lucas et arriva à San Diego.

## Voyage vers le Nord
Le vice-roi Antonio María de Bucareli y Ursúa lui demanda de continuer à explorer la côte Pacifique avec l'objectif d'atteindre les 60 degrés de latitude nord pour découvrir d'éventuelles colonies russes et réclamer le pays pour l'Espagne. Ces rumeurs de commerçants russes incitèrent les Espagnols à envoyer vers le Nord la frégate Le Santiago sous les ordres de Pérez, avec un équipage surtout composé de Mexicains.
En juillet 1774, il rencontra brièvement un groupe de Haidas vers la pointe nord-ouest de l'Île de Langara, une des îles de la Reine-Charlotte. Il atteignit aussi l'Île de Vancouver.
Pérez atteignit Nootka Sound (à 55º N) et donna au Mont Olympe le nom de « Cerro Nevada de Santa Rosalia » (« le Pic Enneigé de sainte Rosalie »). Il aperçut aussi le Détroit de Juan de Fuca.
Le manque de provisions contraignit Pérez à revenir avant la fin de sa mission. Il avait été accompagné par Fray Juan Crespi et Fr. Tomás de la Peña Suria (ou Savaria), ce dernier a exécuté un certain nombre de dessins qui constituent aujourd'hui des témoignages inestimables sur la vie Tlingit dans la période précoloniale.

## Second voyage
En 1775, une deuxième expédition sous Bruno de Heceta et Juan Francisco de la Bodega y Quadra fut organisée. Pérez y participa comme pilote du navire d'Heceta, Le Santiago.
Il mourut pendant le voyage de retour, le 3 novembre 1775, entre Monterrey et San Blas. Son corps fut immergé.